# Козаре
Козаре (болг. Козаре) — село в Бургасской области Болгарии. Входит в состав общины Карнобат. Находится примерно в 7 км к юго-востоку от центра города Карнобат и примерно в 37 км к западу от центра города Бургас. По данным переписи населения 2011 года, в селе  проживало 49 человек.

## Население
| Год     | 1934 | 1946 | 1956 | 1965 | 1975 | 1985 | 1992 | 2001 | 2011 |
| ------- | ---- | ---- | ---- | ---- | ---- | ---- | ---- | ---- | ---- |
| Жителей | 455  | 528  | 424  | 223  | 143  | 80   | 67   | 73   | 49   |

| Национальность | Человек | Процент |
| -------------- | ------- | ------- |
| болгары        | 37      | 75,51%  |
| турки          | 11      | 22,45%  |
| Всего ответов  | 49      |         |

|  |